# Gaetano Starrabba
Prince Gaetano Starrabba di Giardinelli (Palermo, 1932. december 3.) olasz autóversenyző.

## Pályafutása
1961-ben részt vett a Formula–1-es világbajnokság olasz versenyén. A futamon Gaetano nem ért célba.
Pályafutása során rajthoz állt több a világbajnokság keretein túl rendezett Formula–1-es nagydíjon is.

## Eredményei

### Teljes Formula–1-es eredménylistája
(Táblázat értelmezése)

(Félkövér: pole-pozícióból indult; dőlt: leggyorsabb kört futott) 

| Év   | Csapat                   | Modell   | Motor               | 1   | 2   | 3   | 4   | 5   | 6   | 7      | 8   | Helyezés | Pont |
| ---- | ------------------------ | -------- | ------------------- | --- | --- | --- | --- | --- | --- | ------ | --- | -------- | ---- |
| 1961 | Prince Gaetano Starrabba | Lotus 18 | Maserati Straight-4 | MON | NED | BEL | FRA | GBR | GER | ITA Ki | USA | -        | 0    |

## Külső hivatkozások
- Profilja a grandprix.com honlapon (angolul)
- Profilja a statsf1.com honlapon (angolul)
- Profilja a driverdatabase.com honlapon (angolul)